# 1974 في لبنان
فيما يلي قوائم الأحداث التي وقعت خلال عام 1974 في لبنان.

## سياسة

### تعيين في المنصب
- 31 أكتوبر – رشيد الصلح رئيس وزراء لبنان.

### انتهاء فترة المنصب
- 31 أكتوبر – تقي الدين الصلح رئيس وزراء لبنان.

## مواليد

### يناير
- 1 يناير – زينة عاصي رسامة لبنانية.
- 4 يناير – طالب كنعان صحفي لبناني.

### فبراير
- 18 فبراير – نادين لبكي مخرجة لبنانيه.
- 28 فبراير – دينا الصباح

### مارس
- 26 مارس – وائل نزهة لاعب كرة قدم لبناني.

### أبريل
- 12 أبريل – إلين خلف مطربة لبنانية.

### يونيو
- 25 يونيو – فارس كرم مغني لبناني.
- 26 يونيو – نيكول سابا مغنية لبنانية.

### يوليو
- 1 يوليو – هادي حبيش ناب وسياسي ماروني لبناني.
- 15 يوليو – مروى مغنية وراقصة لبنانية.

### أغسطس
- 6 أغسطس – موسى حجيج لاعب كرة قدم لبناني.

### سبتمبر
- 14 سبتمبر – نيكولا جبران
- 14 سبتمبر – وائل كفوري مغني لبناني.

## وفيات

### يونيو
- 30 يونيو – نجيب حرب (مواليد 1909) صحفي لبناني - سوري.